# Великий сідничний м'яз
Великий сідничний м'яз (лат. musculus gluteus maximus) — найбільший із трьох сідничних м'язів, утворює більшу частину форми і зовнішнього вигляду сідниць. За формою нагадує ромб. М'яз великоволокнистий, міцний, плоский, досягає в товщину до 2-3 см.

## Початок і прикріплення
Починається від зовнішньої поверхні клубової кістки позаду задньої сідничної лінії, задньої поверхні крижів, куприка та крижово-горбової зв'язки. Товстий, велико-пучковий м'яз прямує вниз і латерально, прикріплюючись верхніми пучками до широкої фасції, переходячи в іліотибіальний тракт; нижніми пучками — до сідничної горбистості стегнової кістки.

## Функція
Розгинає і супінує стегно, розгинає таз відносно стегна при розгинанні тулуба із зігнутого положення, підтримує вертикальне положення тіла. Зазвичай, м'яз не активний під час спокійної ходьби. Головна функція м'яза — випрямлення тулуба із положення нахил тулуба вперед і його стабілізація при його зміщені вперед (наприклад, при підняті предметів випрямленими руками). Здійснює нахил тазу назад, зменшуючи поперековий лордоз.

## Інервація
Нижній сідничний нерв, L5-S2

## Зображення

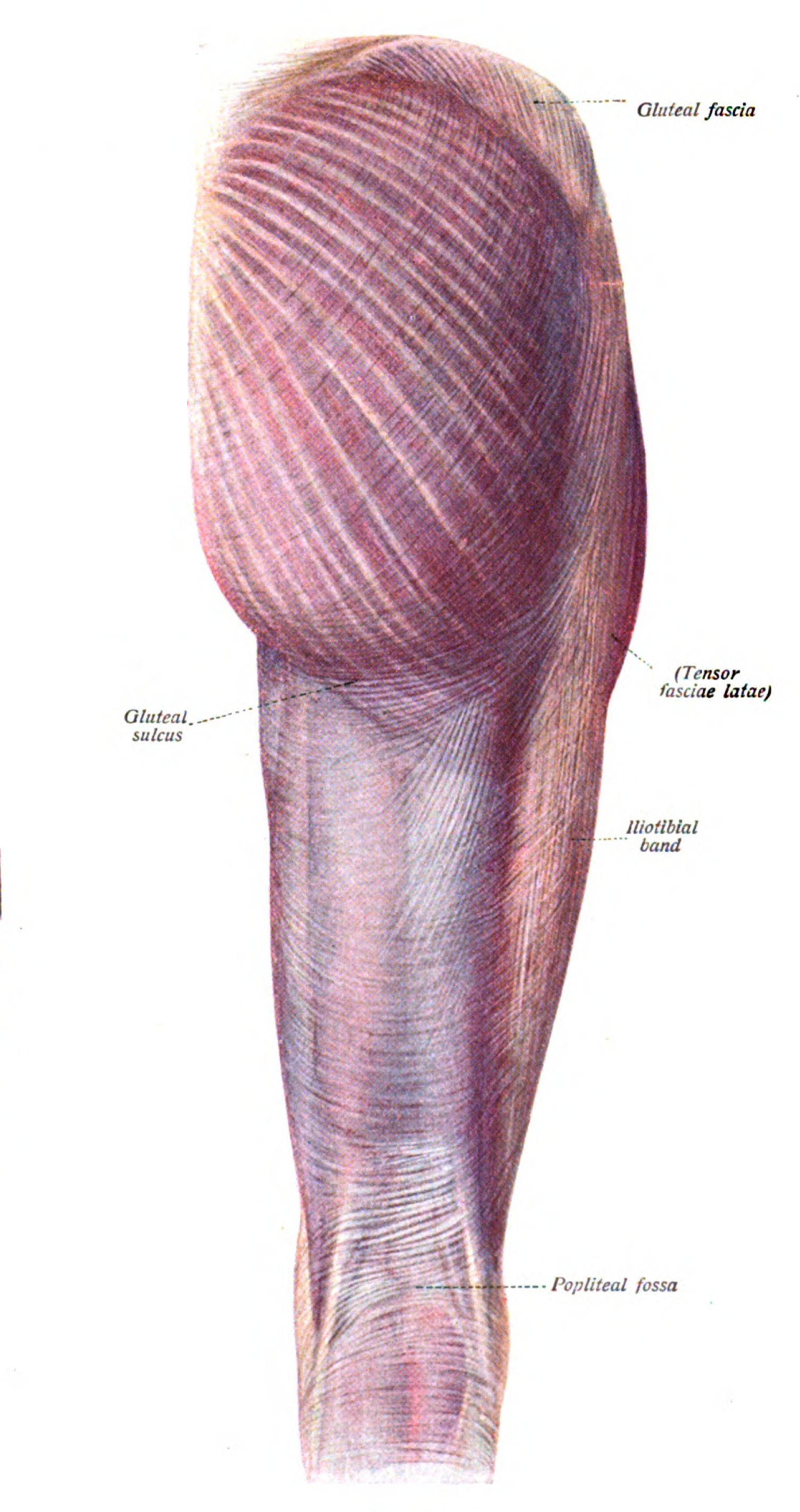
Великий сідничний м'яз є поверхневим м'язом стегна
Великий сідничний м'яз проілюстрований без інших м'язів
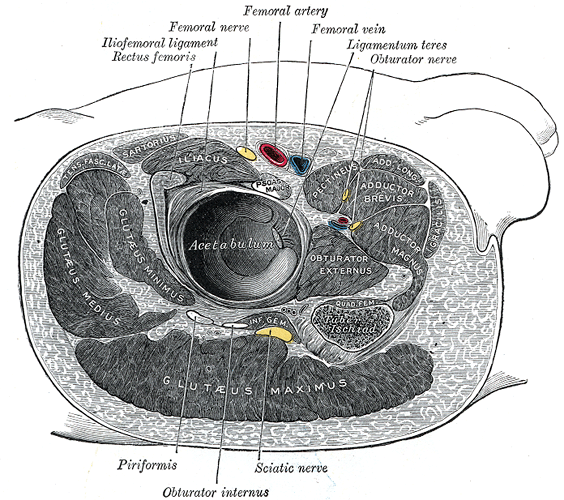
Структура навколо правого кульшового суглоба
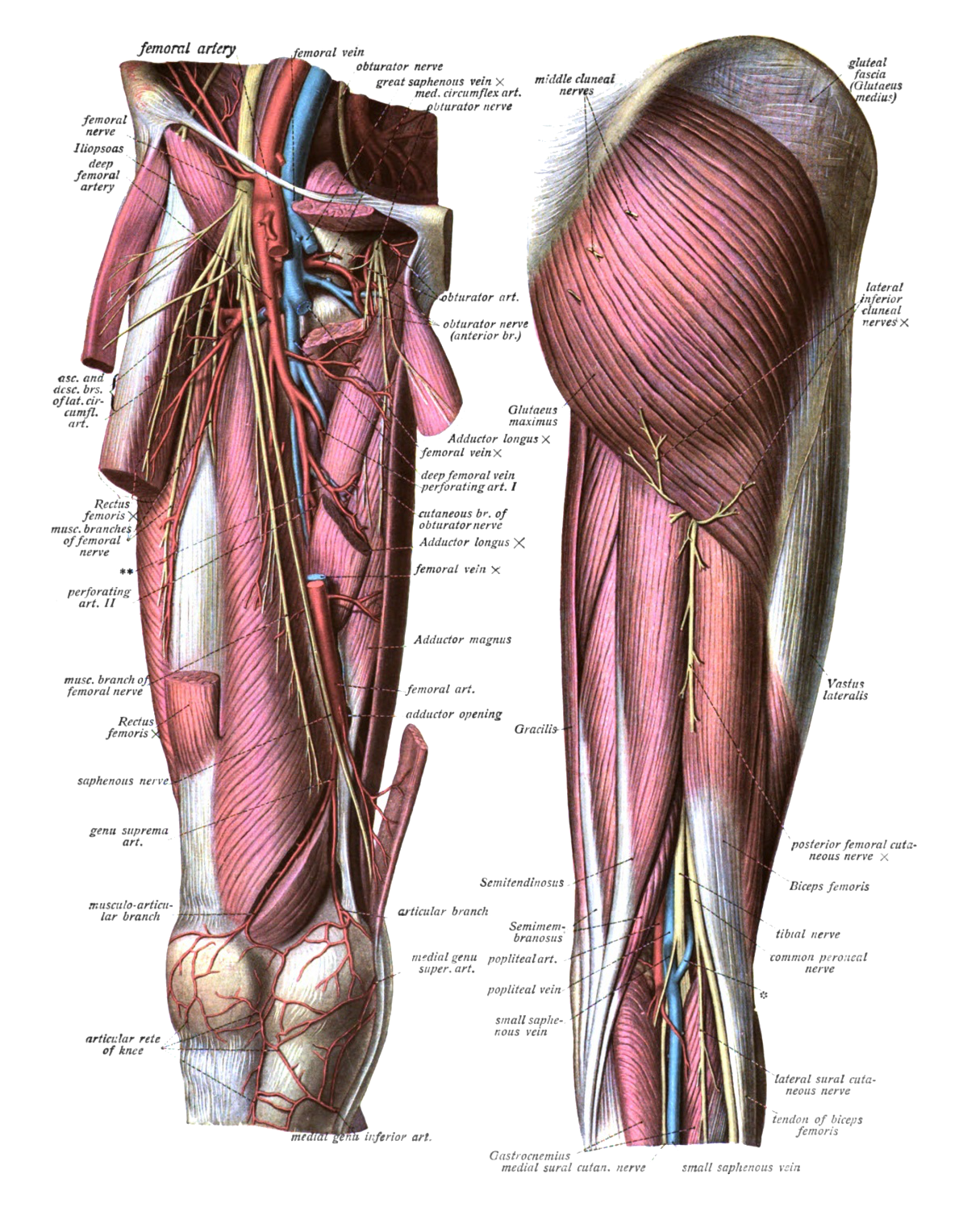
Інервація та кровопостачання великого сідничного м'яза
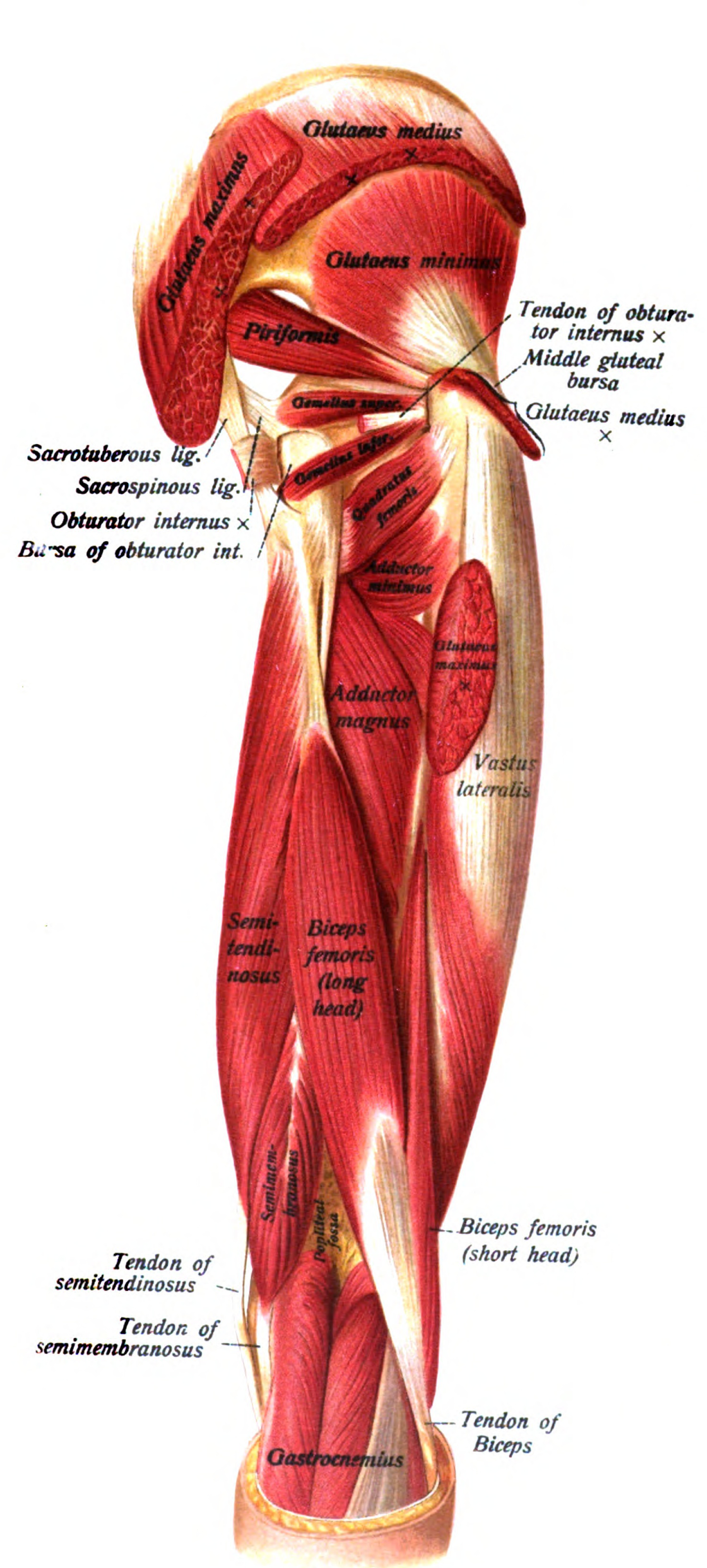
Розріз верхньої частини великого сідничного м'яза з вказаними нижче розташованими шарами структур.
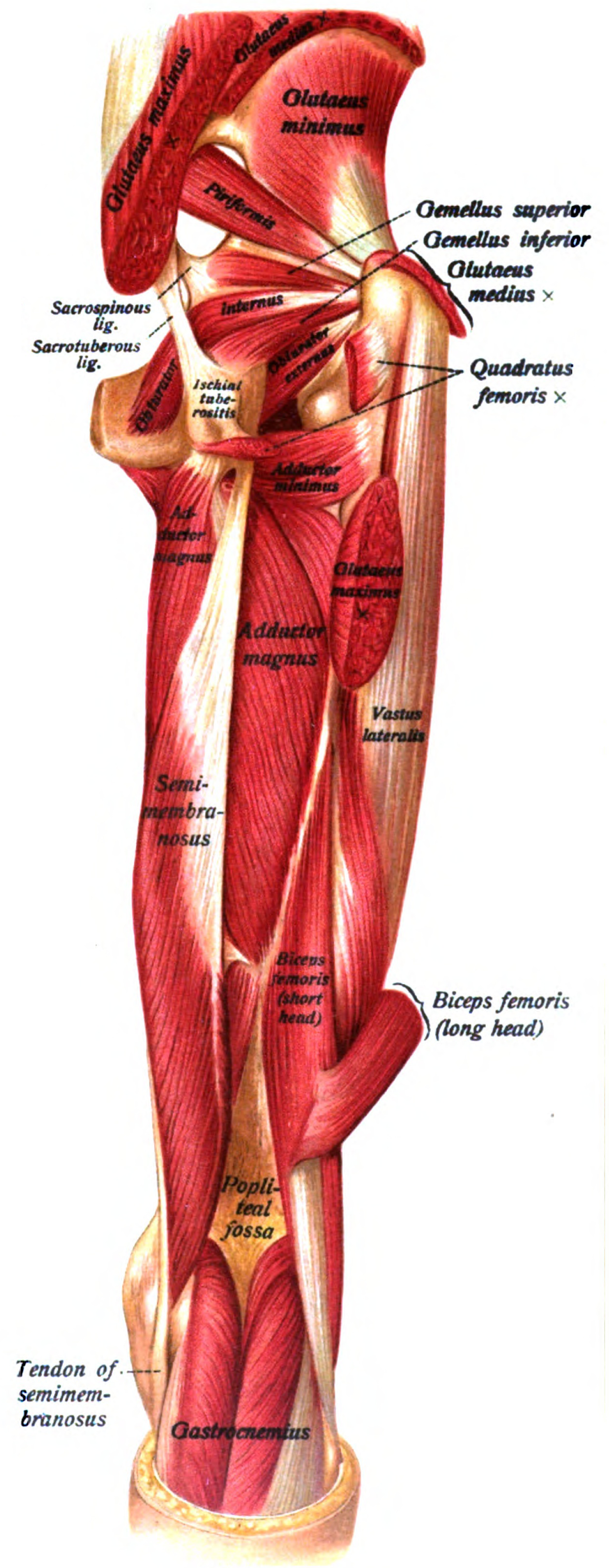
Розріз верхньої частини великого сідничного м'яза з вказаними нижче розташованими шарами структур.
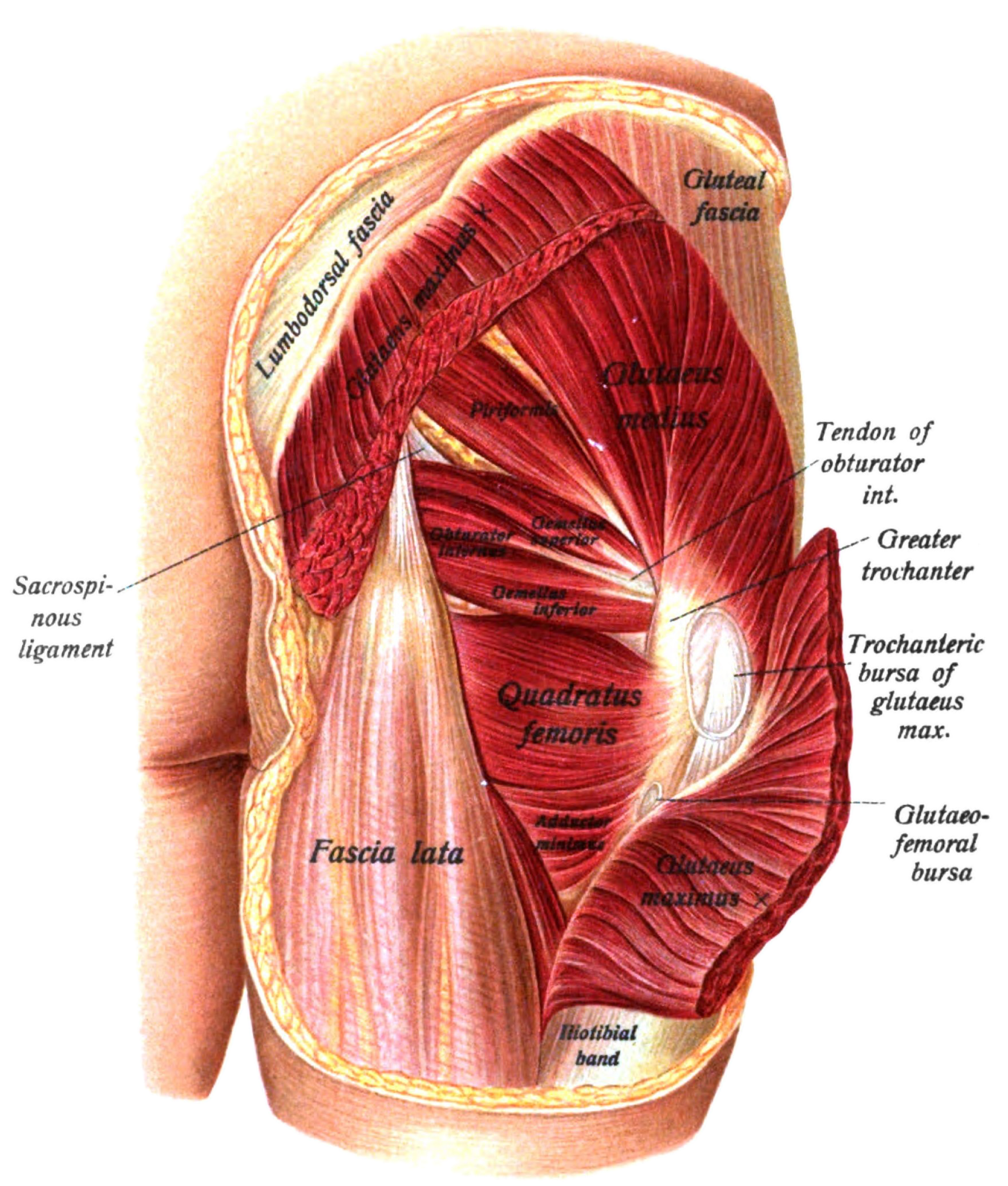
Структури під великим сідничним м'язом.
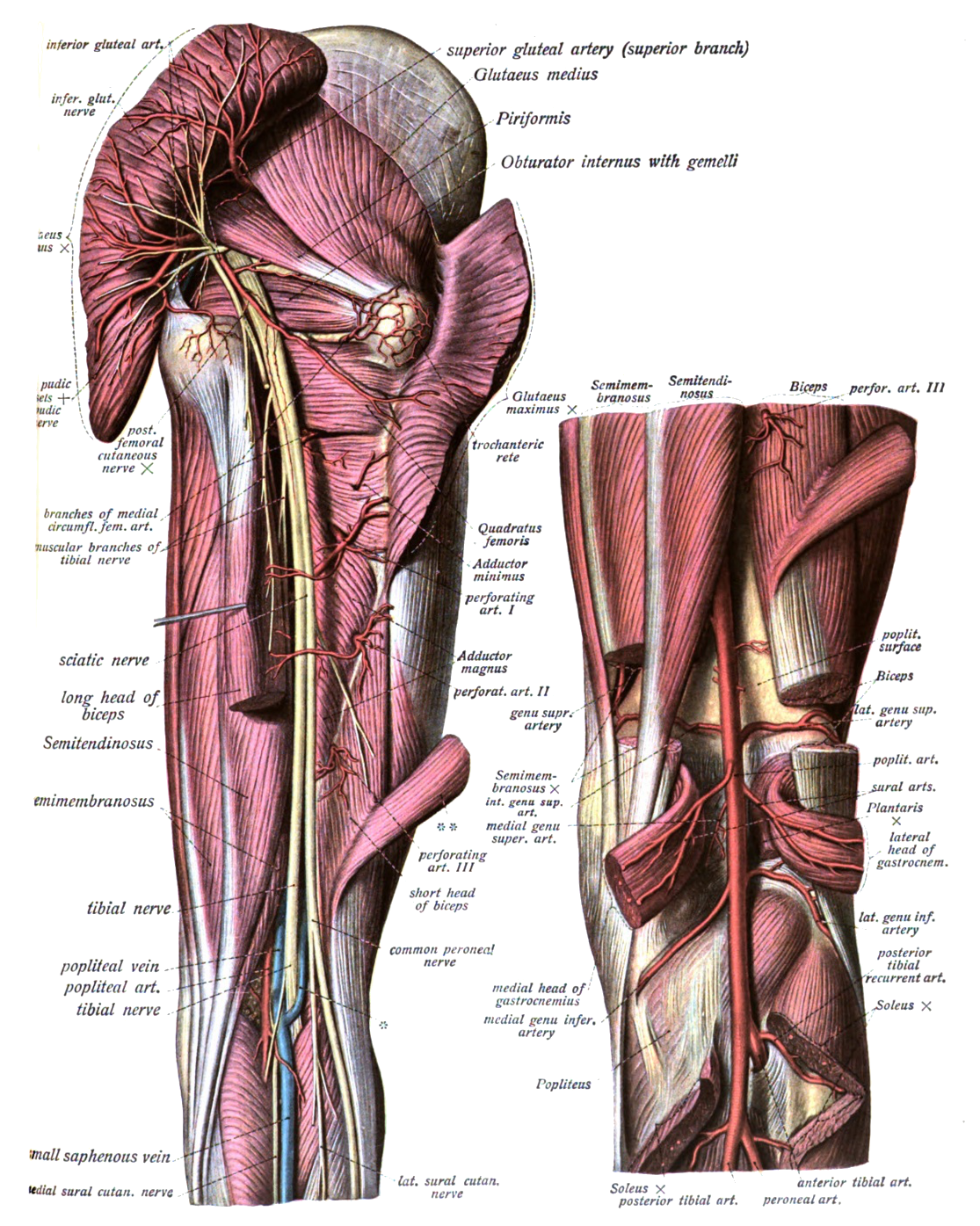
Структури під великим сідничним м'язом.